# CANT 6ter
Il CANT 6ter fu un idrovolante trimotore biplano a scafo centrale, sviluppato dalla divisione aeronautica dell'azienda cantieristica italiana CRDA negli anni venti e rimasto allo stadio di prototipo.
Derivato dal precedente CNT 6 ad uso militare, il progetto venne riconvertito ad uso civile come idrovolante di linea ricavando nella struttura centrale una cabina passeggeri da 11 posti a sedere.

## Storia del progetto
Nei primi anni venti i fratelli Callisto ed Alberto Cosulich, proprietari del cantiere navale di Monfalcone, dopo l'esperienza maturata nel trasporto aereo civile grazie alla fondazione della compagnia aerea Società Italiana Servizi Aerei (SISA), decisero di avviare lo sviluppo di un nuovo modello di idrovolante in grado di trasportare un numero più elevato di passeggeri del precedente CANT 10, da proporre sul nascente mercato dell'aviazione civile sia nazionale che estera.
A tale scopo l'ufficio tecnico delle Officine Aeronautiche, diretto dall'ingegnere Raffaele Conflenti, nel 1924 avviò lo sviluppo di una variante del CNT 6 indicata inizialmente NC.40, la quale ne riproponeva l'aspetto generale con poche ma sostanziali modifiche nella configurazione interna, rimuovendo ogni accessoristica tipica delle versioni militari, tra cui le postazioni dei mitraglieri, e ridisegnando l'interno dello scafo per collocare lo spazio riservato ai passeggeri. La cabina, accessibile tramite una scaletta da una botola collocata sulla parte superiore, era chiusa, dotata di undici posti a sedere e, per aumentarne il comfort, fornita di dodici finestrini, sei per ogni lato, di forma quadrata e a tenuta stagna.
La costruzione del prototipo, iniziata nel corso del 1925, venne terminata nel corso dell'anno; immatricolato dall'azienda I-ONIO il nuovo aereo fu portato in volo per la prima volta prima dell'avvento del nuovo anno. Presentato alle autorità aeronautiche italiane, venne considerato idoneo al servizio civile ottenendo l'omologazione in data 24 gennaio 1926.
L'azienda, allo scopo di promuovere il modello sul mercato, programmò un volo propagandistico che da Trieste, costeggiando l'Italia, raggiunse Genova facendo tappa nelle maggiori città rivierasche. L'impresa non diede però i risultati sperati, nemmeno dopo un ulteriore raid nella Libia italiana; l'azienda, non riuscendo a sottoscrivere alcun contratto di fornitura, girò l'I-ONIO alla SISA al fine di addestrare i propri piloti all'utilizzo di modelli plurimotore.

## Tecnica
Il CANT 6ter conservava gran parte della struttura del CNT 6 ad uso militare dal quale derivava, cioè scafo centrale con abitacolo di pilotaggio aperto in posizione avanzata, configurazione alare biplana con ali di ugual misura collegate tra loro da una serie di montanti e tiranti, comprendente anche il castello sul quale erano installati i tre motori Lorraine-Dietrich 12 Db in configurazione spingente, e coda dotata di impennaggio cruciforme, con elemento verticale monoderiva e piani orizzontali controventati. La differenza principale consisteva nella rimozione delle due postazioni difensive e della riprogettazione dell'interno dello scafo, integrando lo scompartimento destinato ai passeggeri con undici posti a sedere con accesso da una botola superiore e, per aumentarne il comfort, l'installazione di una serie di dodici finestrini quadrati a tenuta stagna, sei per ogni lato.

## Impiego operativo
L'unico esemplare prodotto venne girato alla Società Italiana Servizi Aerei (SISA), sempre di proprietà dei fratelli Callisto ed Alberto Cosulich, che lo utilizzò inizialmente come aereo da addestramento per i piloti della compagnia destinati a pilotare aerei plurimotori. Entrò in servizio nel marzo 1926 sulla linea di posta aerea Ginevra - Ostia - Palermo.
Successivamente, a seguito della stipula di un contratto da parte dell'Istituto Nazionale di Aerofotogrammetria, venne utilizzato per compiere rilevamenti fotografici aerei dei territori dell'Italia settentrionale.
Il 10 agosto 1926, durante un volo di fotorilevamento nei dintorni del Passo della Cisa, causa un repentino cambio delle condizioni del tempo i motori ebbero problemi che costrinsero l'equipaggio a tentare un ammaraggio di fortuna sul fiume Taro, nei pressi di Borgo Val di Taro, in provincia di Parma. Purtroppo il basso livello delle acque non consentì la buona riuscita dell'operazione causando la distruzione del velivolo e la morte di quasi tutti i membri dell'equipaggio.

## Utilizzatori
Italia
- Società Italiana Servizi Aerei (SISA)